# Zelotes invidus
Zelotes invidus är en spindelart som först beskrevs av William Frederick Purcell 1907.  Zelotes invidus ingår i släktet Zelotes och familjen plattbuksspindlar. Inga underarter finns listade i Catalogue of Life.